# 成仿吾
成 仿吾（せい ほうご、1897年8月24日 - 1984年5月17日）は中華民国・中華人民共和国の政治家・教育者・文学者。名は灝だが、筆名の仿吾で知られる。他の筆名に芳塢・澄実・石厚生がある。

## 事跡

### 左翼文学者として
1910年（宣統2年）、兄と共に日本に赴き、1914年7月、成仿吾は旧制第六高等学校に入学した。1916年10月、東京帝国大学工学部造兵科に入学し、1921年春に卒業する前に中退。同年に帰国後、郭沫若が日本で結成した創造社に参加し、1923年（民国12年）5月、『創造周報』を創刊した。同年7月には『創造日』を創刊し、郁達夫と共に成が責任編輯を務めている。
1924年（民国13年）6月、成仿吾は国立広東大学理学院で物理学教授となり、さらに黄埔軍官学校で兵器科技正も兼任した。翌年、郭沫若・郁達夫と芸術研究会文学講座講師となる。1926年（民国15年）3月、『創造月刊』が創刊されると、成は編輯を務めた。1928年（民国17年）2月に「文学革命から革命文学へ（原文：從文學革命到革命文學）」という論文を著し、マルクス主義的観点（唯物論・弁証法など）から胡適・魯迅らを批判している。5月、国民政府の取締りにより創造社が閉鎖されてしまったため、成はフランスに赴き、同地で中国共産党に加入した。1930年、ドイツに移り、ベルリンで社会科学の研究に従事した。

### 中国共産党での活動
1931年（民国20年）冬に成仿吾は帰国し、中国左翼作家聯盟に加入した。12月、鄂豫皖ソビエト区に入り、鄂豫皖省委宣伝部長、ソビエト文化委員会主席などを務める。1934年（民国23年）1月、瑞金での第2回全国ソビエト代表大会に参加して中華ソビエト共和国中央政府委員に当選し、中共中央党校教員なども兼任した。10月、長征に参加し、その途中で幹部団政治委員に任命されている。1935年（民国24年）10月、延安に到着してから中共中央党校高級班教員・教務主任に任ぜられた。
日中戦争（抗日戦争）勃発後は、陝北公学校長、華北聯合大学校長、晋察冀辺区参議会議長、共産党晋察冀中央局委員などの要職を歴任した。1945年（民国34年）4月、中国共産党第7回全国代表大会代表に選ばれている。1948年（民国37年）6月、華北大学副校長に任命された。

### 中華人民共和国建国後
1949年9月、成仿吾は第1期中国人民政治協商会議全国委員会委員に当選する。翌月の中華人民共和国成立後、中国人民大学副校長、吉林師範大学校長、山東大学校長、東北師範大学校長などを歴任する。1954年8月、第1期全国人民代表大会代表に選出され（以後、第5期まで連続選出）、翌年2月、吉林省人民委員会委員に任ぜられた。1956年2月、中国亜洲団結委員会委員となり、9月、党第8回全国代表大会代表となる。1974年、中共中央党校顧問となり、翌年冬には湘潭大学校長に任ぜられた。
1978年2月、成仿吾は第5期政協全国委員会常務委員会委員に選出され、同月、中国人民大学校長兼党委書記に任ぜられた。翌年11月、魯迅研究学会顧問となっている。1981年、中国人民大学名誉校長となり、その翌年には党第12回全国代表大会に代表として出席し、中央顧問委員会委員に任ぜられた。
1984年5月17日、北京市にて死去。享年88（満86歳）。著書に『学者の態度』、『中国文化の伝統精神』などがある。　